# Três (EP)
Três é o primeiro extended play da cantora brasileira Iza, lançado em 2 de setembro de 2022 através da gravadora Warner Music Brasil. Lançado para promover a apresentação da cantora no festival Rock in Rio, o EP conta com as músicas "Mole", "Mó Paz" e "Droga", cujos videoclipes foram lançados em formato de curta-metragem dirigido por ela e Felipe Sassi.

## Antecedentes e lançamento
Após lançar seu álbum de estreia Dona de Mim (2018), a carreira musical de Iza restringiu-se a apenas singles avulsos. A distância entre os singles, principalmente em meio à pandemia de COVID-19, também fez crescerem cobranças, com a cantora sendo acusada de ter "baixa produtividade". A cantora respondeu às acusações dizendo que não entraria na "piração de corresponder expectativa dos outros", e disse que mesmo ao lançar músicas, "querem sempre mais, e não vale a pena dar ouvidos" às cobranças.
Em 2022, após ser anunciada como atração da nona edição do festival Rock in Rio, Três foi concebido como uma resposta à solicitação de seus fãs, que clamavam por novas músicas em sua aparição no festival. O anúncio do projeto foi feito pela artista em 29 de agosto de 2022 através de suas redes sociais, onde postou a capa, que consiste em uma foto sua de quando ainda era criança. Iza definiu o EP como o carro-chefe para seu segundo álbum de estúdio, que estava previsto para ser lançado ainda naquele ano, que também incluiria os singles lançados anteriormente, "Gueto", "Sem Filtro" e "Fé". Ainda segundo ela, era a realização de um antigo desejo seu de "conectar a história das músicas, e surgiram muitas canções no processo de criação desse álbum que logo está chegando".

## Composição
Três consistiu em três novas faixas, "Mole", "Mó Paz", com participação do cantor angolano Ivandro, e "Droga", que liricamente retratam as "diferentes fases das relações amorosas: a individualidade, o apaixonar-se e o desencontro". Musicalmente, "Mole" evoca tanto o funk carioca quanto o dancehall, sendo introduzida e pontuada pelo som de uma flauta. A faixa, feita para "curtir na pista", Iza canta "Tô de cabeça feita / Deixa a onda bater" em meio aos graves da canção. "Mó Paz", com participação do cantor angolano Ivandro, foi definida como sendo sobre quando "a onda da paixão bate", enquanto a última faixa, "Droga", foi descrita como uma "sofrência diluída em solução pop". Após o anúncio do divórcio de seu produtor musical Sérgio Santos, foi apontado que o projeto era um indício do fim do relacionamento. No entanto, ao ser questionada se o trabalho guardava alguma relação com o que ocorreu em sua vida pessoal, ela negou tais alegações e justificou dizendo que era apenas uma coincidência. Mesmo tendo anunciado que fariam parte de seu segundo álbum de estúdio, as três canções, bem como os outros singles lançados por Iza produzidos por seu ex-marido, foram descartadas de Afrodhit (2023), com a cantora justificando que não se conectava mais com elas.

## Análise da crítica
| Críticas profissionais | Críticas profissionais |
| Avaliações da crítica  | Avaliações da crítica  |
| Fonte                  | Avaliação              |
| ---------------------- | ---------------------- |
| g1                     | [ 7 ]                  |

Três recebeu análises positivas por parte da crítica especializada. Mauro Ferreira, escrevendo para o g1, escreveu que o EP confirmava a impressão de que o então não lançado segundo disco de estúdio de Iza seria "mais multifacetado, antenado com os sons, os compositores e os ritmos do momento", e que baseado nas canções de Três, iria cumprir as "altas expectativas do mercado".

## Curta-metragem
As faixas de Três receberam videoclipes que foram lançados em formato de um curta-metragem, dirigido por ela e seu antigo colaborador Felipe Sassi, que foi lançado em 3 de setembro de 2022 às 18h, mesma data em que fazia aniversário e mesmo horário em que nasceu. Iza contou que teve a ideia do projeto enquanto tomava banho, e o desenvolveu com Sassi e Nídia Aranha. Pela falta de tempo hábil, os três não puderam desenvolver o projeto a distância e precisaram encontrar-se pessoalmente para conversar. A cantora ainda relatou que apaixonou-se pelo curta mesmo antes de ficar pronto, pois nele conseguiu juntar canto, atuação e dança, o que sempre quis fazer, portanto sendo o processo de criação de um projeto que mais gostou de executar.
Mesmo tendo cenários e temáticas distintas entre si, as três canções se conectam durante o curta. Ele começa com "Mole", que retrata Iza tomando banho, contendo cenas sensuais e divertidas; quando acaba, a artista abre uma porta e entra em um metrô, onde conhece um homem, vivido por seu dançarino Wallace Costa, com quem constrói um relacionamento feliz em "Mó Paz", com os momentos de felicidade deste namoro acontecendo dentro do mesmo cenário do metrô. No entanto, uma crise é representada quando Iza é arrastada por uma multidão e se perde do rapaz, que está prestes a sair pela porta. "Droga", que representa a crise deste relacionamento, consiste em dança contemporânea como representação da raiva e as angústias vividas. Ao final do curta-metragem, os dois aparecem em uma espécie de hospital.

## Lista de faixas
| Edição digital |                                    |                                                                 |                     |         |  |
| N.º            | Título                             | Compositor(es)                                                  | Produtor(es)        | Duração |  |
| 1.             | "Mole"                             | Iza Pablo Bispo Ruxell Sérgio Santos                            | Bispo Ruxell Santos | 2:10    |  |
| 2.             | "Mó Paz" (participação de Ivandro) | André Vieira Breder Carolzinha Ivandro Iza Santos Wallace Viana | Hitmaker Santos     | 3:23    |  |
| 3.             | "Droga"                            | Vieira Breder Carolzinha Iza Santos Viana                       | Hitmaker Santos     | 2:31    |  |
| Duração total: | Duração total:                     | Duração total:                                                  | Duração total:      | 8:05    |  |